# Gottschalk von Heiligenkreuz
Gottschalk von Heiligenkreuz OCist regierte von circa 1133 bis etwa 1147. Er war der erste Abt von Heiligenkreuz.

## Leben
Im burgundischen Zisterzienserkloster Morimond hatte er seine Profess abgelegt. Da aber das Gründungsjahr Heiligenkreuz verschieden angegeben wird, zwischen September 1133 und März 1136, lässt sich der Beginn der Amtszeit Gottschalks nicht genau bestimmen.
Im September 1133 wurden einige Brüder von Morimond in den Wald vor Wien ausgesandt, um eine dortige Gründung zu untersuchen. Der hl. Markgraf Leopold III. von Österreich hatte ihnen seine Unterstützung zugesagt. Bei ihrer Ankunft in  Österreich im Herbst 1133 konnte sie wegen der fortgeschrittenen Jahreszeit nicht mit der Arbeit beginnen und verbrachten den Winter auf Kosten des Markgrafen. Im Frühling 1134 begannen die Bauarbeiten und der provisorische Holzbau konnte im Sommer 1135 vollendet werden. Abt Otto von Morimond, Leopolds Sohn, ergänzte darauf die Zahl der nach Österreich gesandten Mönche auf zwölf. Diese kamen am 11. September 1135 in Heiligenkreuz an, wo jetzt die Vita regularis, das Leben nach der Ordensregel, beginnen konnte und dieser Tag somit als Gründungstag und Beginn der Wirksamkeit des Abtes Gottschalk betrachtet werden.
Gottschalks Todesjahr wird verschieden angegeben, zum Beispiel nach Hanthaler im Jahr 1141 oder am 5. bzw. 13. Dezember 1147.